# Tour romaine de Gallargues-le-Montueux
La tour médiévale ou tour royale anciennement appelée tour romaine est une tour située sur la commune de Gallargues-le-Montueux, dans le département du Gard et la région Languedoc-Roussillon. Elle culmine au sommet du village et fut utilisée vers 1830 comme relais pour le télégraphe optique Chappe. 

## Localisation
La Tour médiévale, anciennement appelée tour romaine est située rue de la Réforme, dans la commune de Gallargues-le-Montueux.

## Historique
La tour royale de Gallargues-le-Montueux abrita de 1832 à 1852 l'un des 534 systèmes de transmission aérienne Chappe. 
L'édifice est inscrit au titre des monuments historiques en 1875.
Après la restauration de la tour elle-même, réalisée par la municipalité de 1987 à 1992, sous le contrôle des Monuments historiques, l'association du Patrimoine Gallarguois a coordonné, avec le soutien de la municipalité, de l'association Histelpost (Recherches Historiques sur La Poste et les Télécommunications en Bas-Languedoc) et de la FNARH, la réalisation d'un mécanisme totalement conforme au modèle originel, complet et fonctionnel, inauguré le 6 novembre 2010. 